# Sabal gretheriae
Espèce
Statut de conservation UICN

 VU (needs updating) D2 : Vulnérable
Sabal gretheriae est une espèce de plantes du genre Sabal de la famille des Arecaceae endémique du Mexique.